# 水前寺成趣園

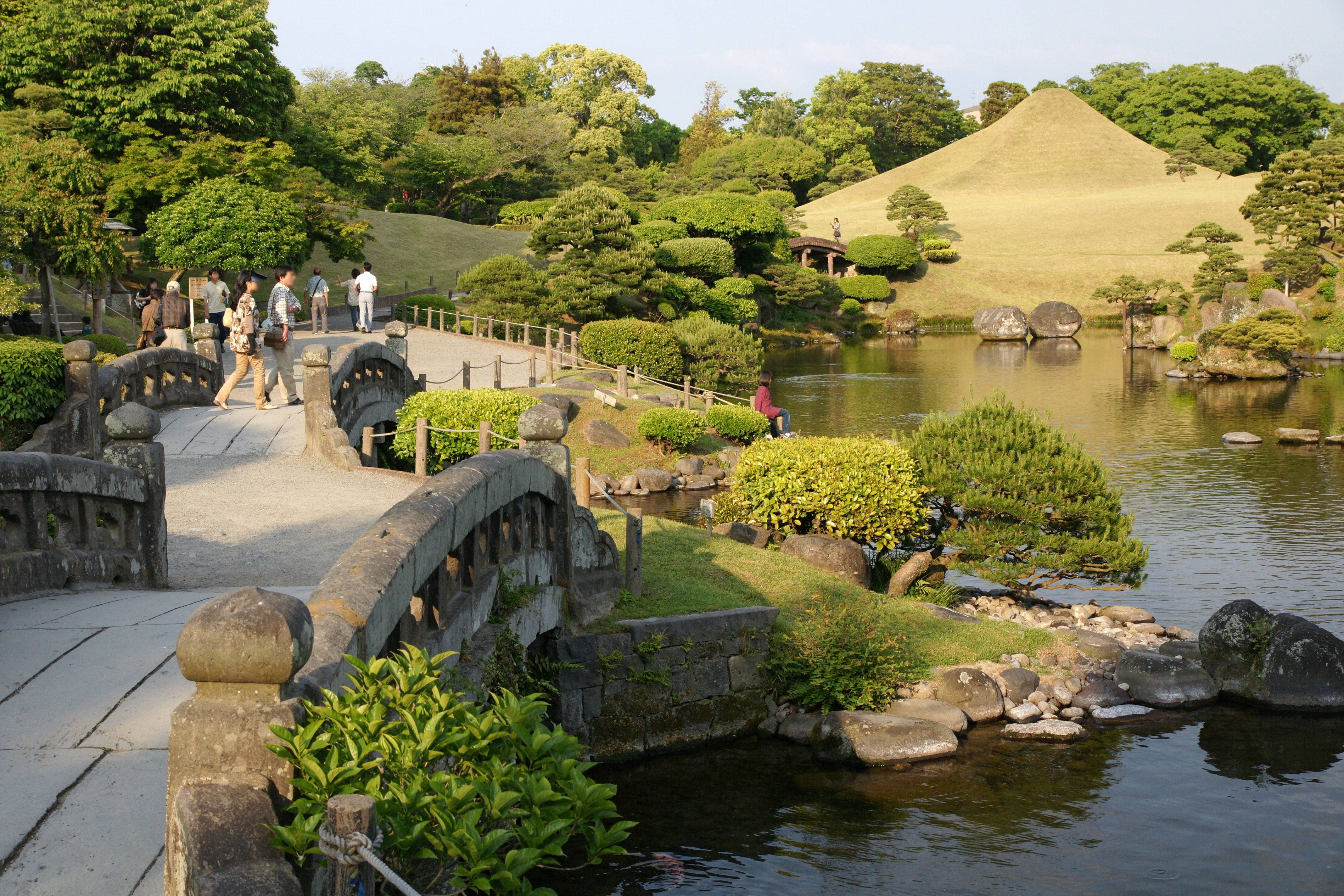
庭園景色

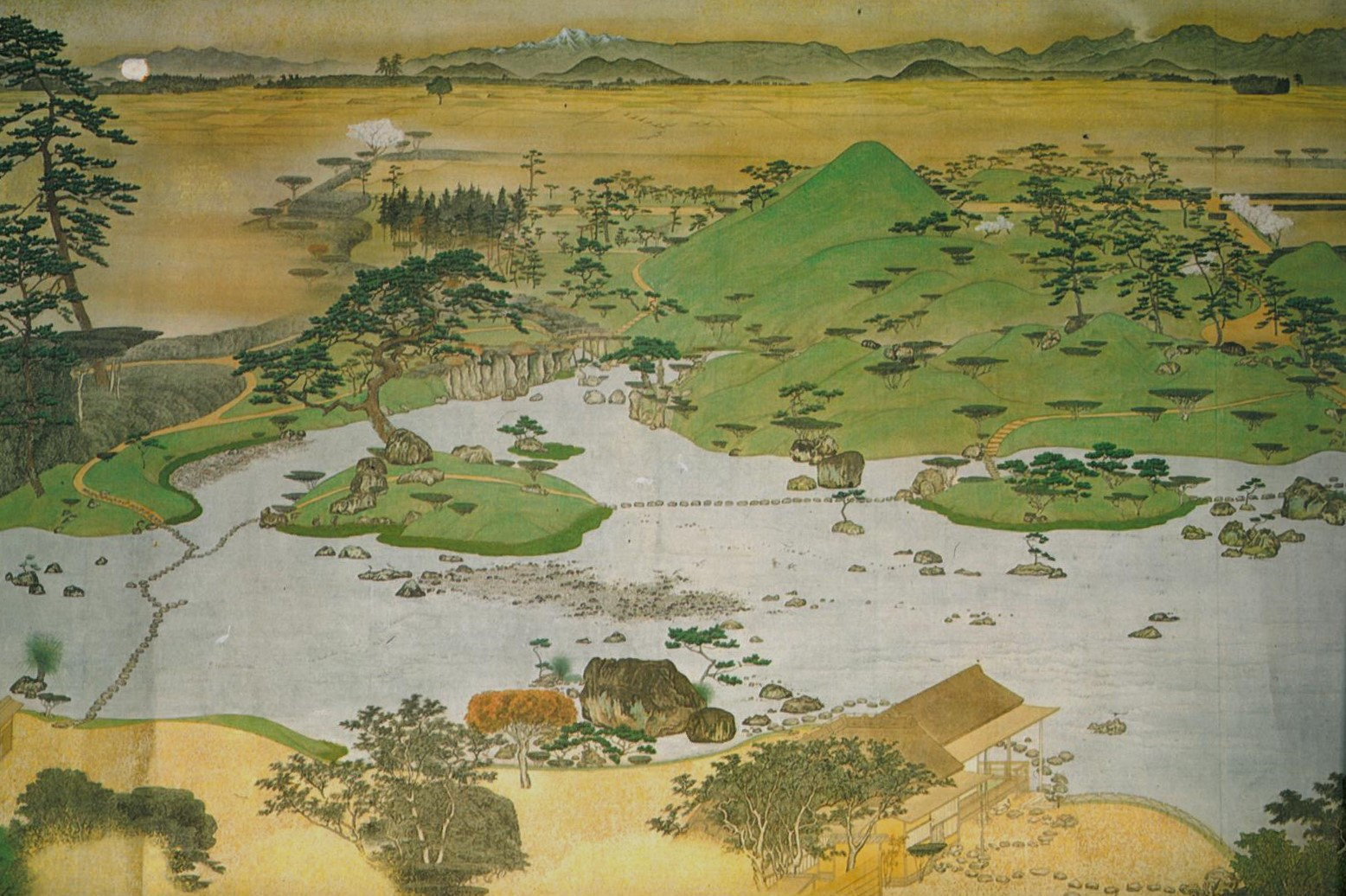
江戶時代繪畫中的水前寺成趣園

水前寺成趣園（日语：／ Suizen-ji Jōju-en）是位在日本熊本縣熊本市中央區水前寺公園（町名）的大名庭園。面積約7萬3千平方公尺。通稱水前寺公園。該園是由阿蘇山伏流水湧出之池為中心的桃山式回遊庭園，以築山、浮石、草坪和松树等观赏用树木來模仿東海道五十三次之景勝。
園內还有出水神社和稱為古今傳授之間（古今伝授の間）的古建築。
2016年熊本地震後，因不明原因池水流失，池塘約80％的底部露出。

## 歷史
熊本藩初代藩主細川忠利在寛永13年（1636年）頃築造「水前寺御茶屋」。歷三代藩主，耗費八十年光陰才於細川綱利之時築造泉水・築山等，完成現在所見的庭園。
1929年（昭和4年），以「水前寺成趣園」之名，被指定為日本國名勝和史跡。

## 園內景點

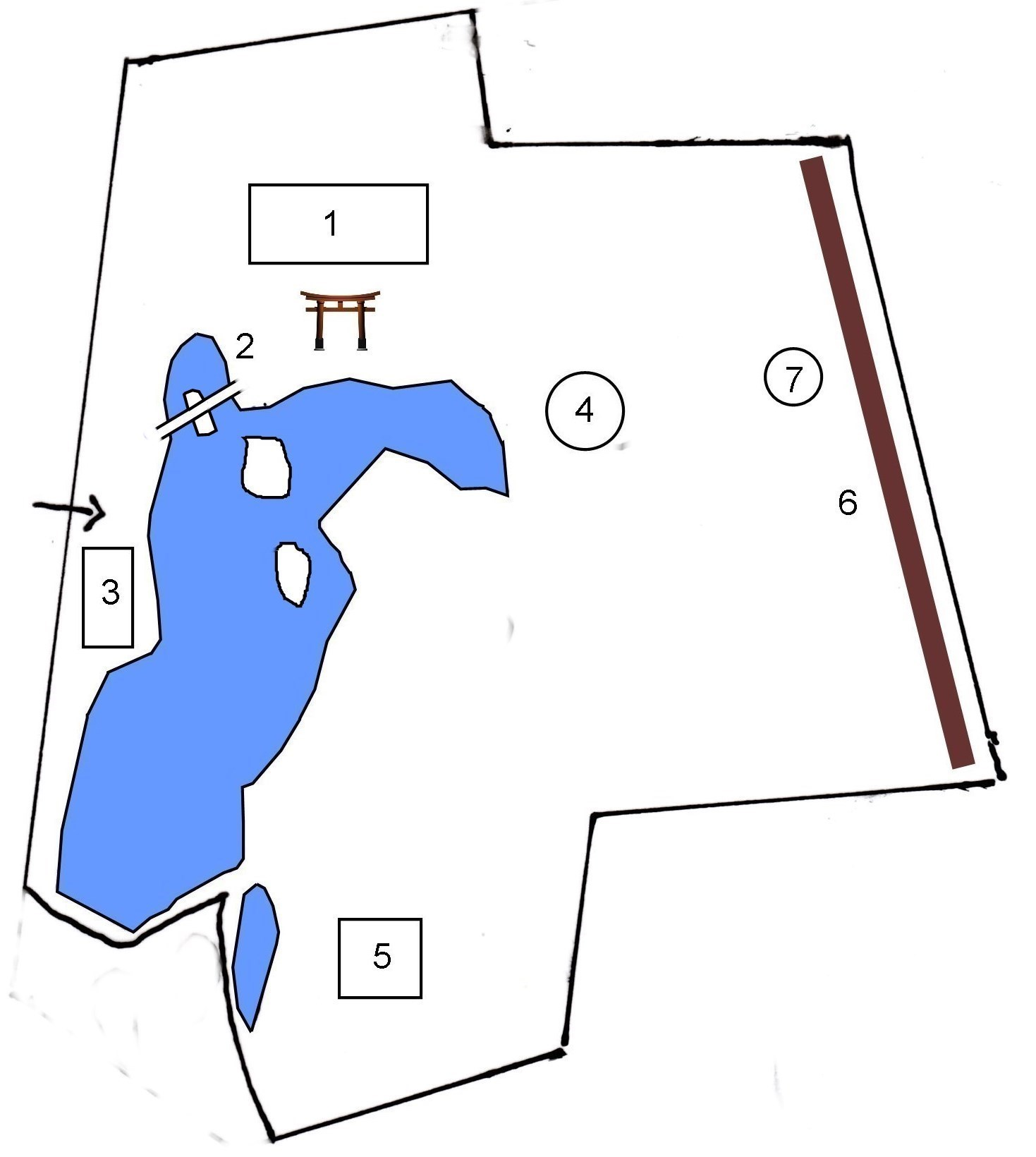
水前寺成趣園簡要地圖，上方為正北

水前寺成趣園的簡要地形可參看右圖。編號1至7為一些景點。
1. 出水神社
神社祭祀細川家歷代藩主。明治10年（1877年）西南戰爭之後，熊本周邊幾為焦土。因前熊本藩藩士感念故主，為祈求人心安定、和平繁盛，於翌年（1878年）在與細川家淵源甚深的水前寺成趣園建立。
二戰中神殿毀於戰火，昭和45年（1970年）開始重建，三年之後完工。
2. 神水“长寿之水”是源于阿苏山系的涌泉。
3. 古今傳授之間
西側池畔的茅屋。400年前最早建於京都御苑的八条宮家（後來的桂宮），作為少年的八條宮智仁親王的學問所。因慶長5年（1600年），初代當主細川藤孝為八條宮親王做「古今傳授」，即講授《古今和歌集》而得名。此建築一度從京都御苑遷往長岡京，後於明治4年（1871）年，賜予細川家。經過解體保管等重重處理，於大正元年（1912年）在此地复原。
4. “富士山”
“築山”，即人造土丘。周邊為園林主體。細川家第4代當主細川綱利曾於此命名成趣園十景。
5. 能劇舞台
位於成趣園南端。每年春秋的大祭典中會在此奉納神事能。每年8月第一個星期六的日落後有御薪能。
6. 流鏑馬的馬場
作為每年春秋的奉納儀式的一部分，在此處會有流鏑馬的表演。
7. 细川忠利像
於1979年出水神社100週年時設立。

## 觀光
- 地址：熊本市中央区水前寺公園8-1
- 開園時間：8時30分 - 17時00分（11月 - 2月），7時30分 - 18時00分（3月 - 10月）[6]
- 門票費用：成人400日元，中小學生200日元[6]
- 交通：該園位於熊本市內交通幹道旁，最接近的車站是市電水前寺公園站，鐵路則是JR九州水前寺站和新水前寺站。

## 圖集

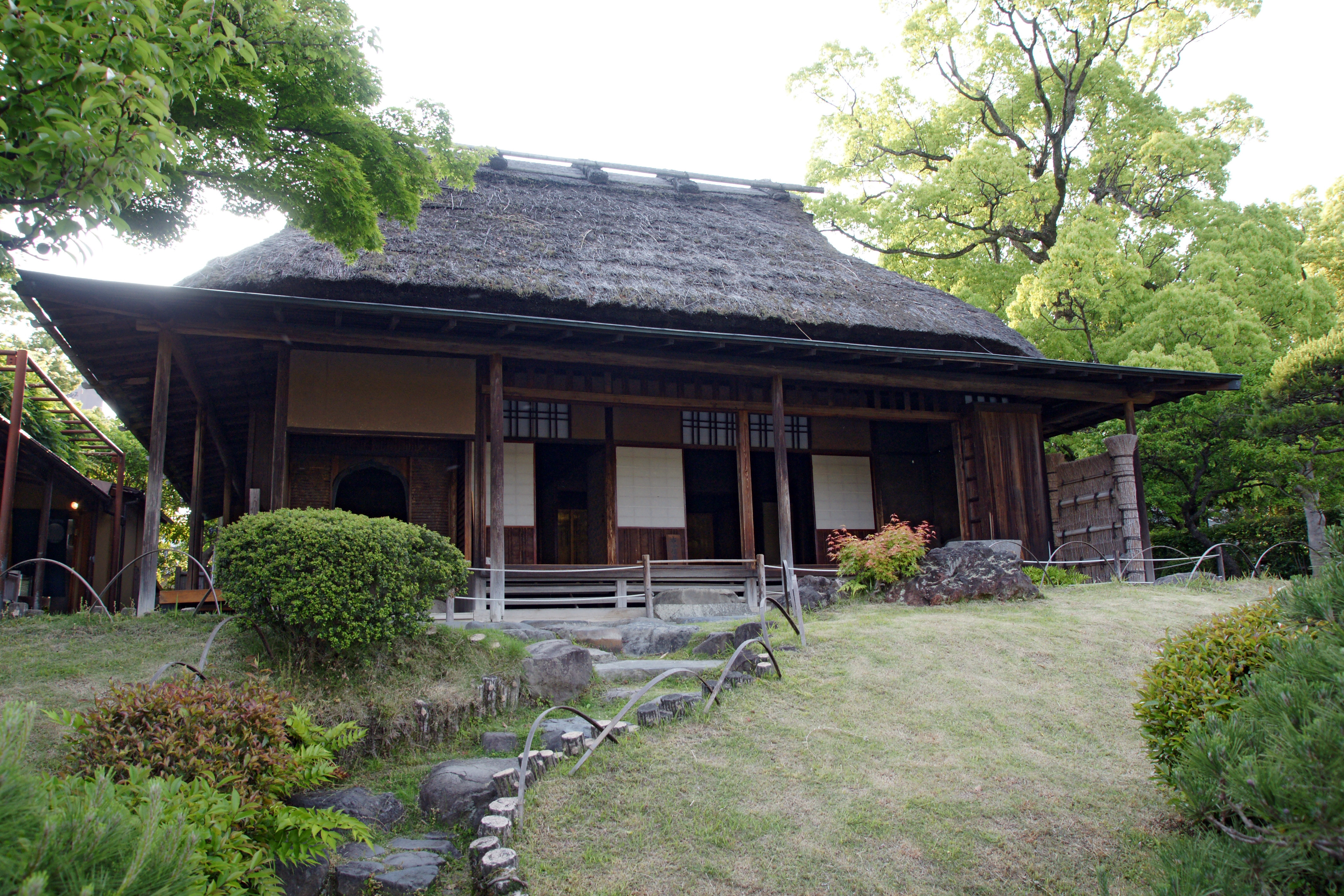
古今傳授之間
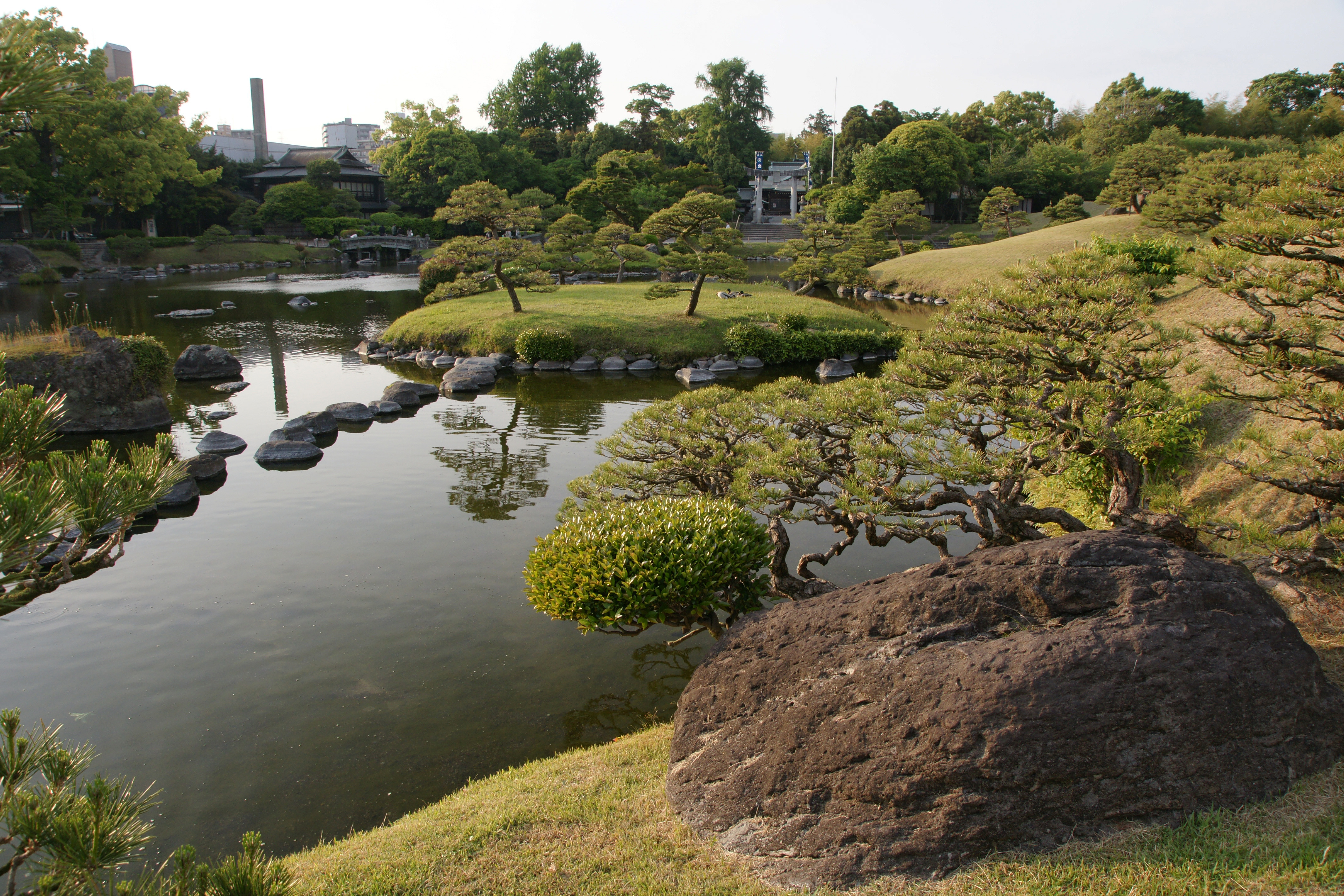
湧水池
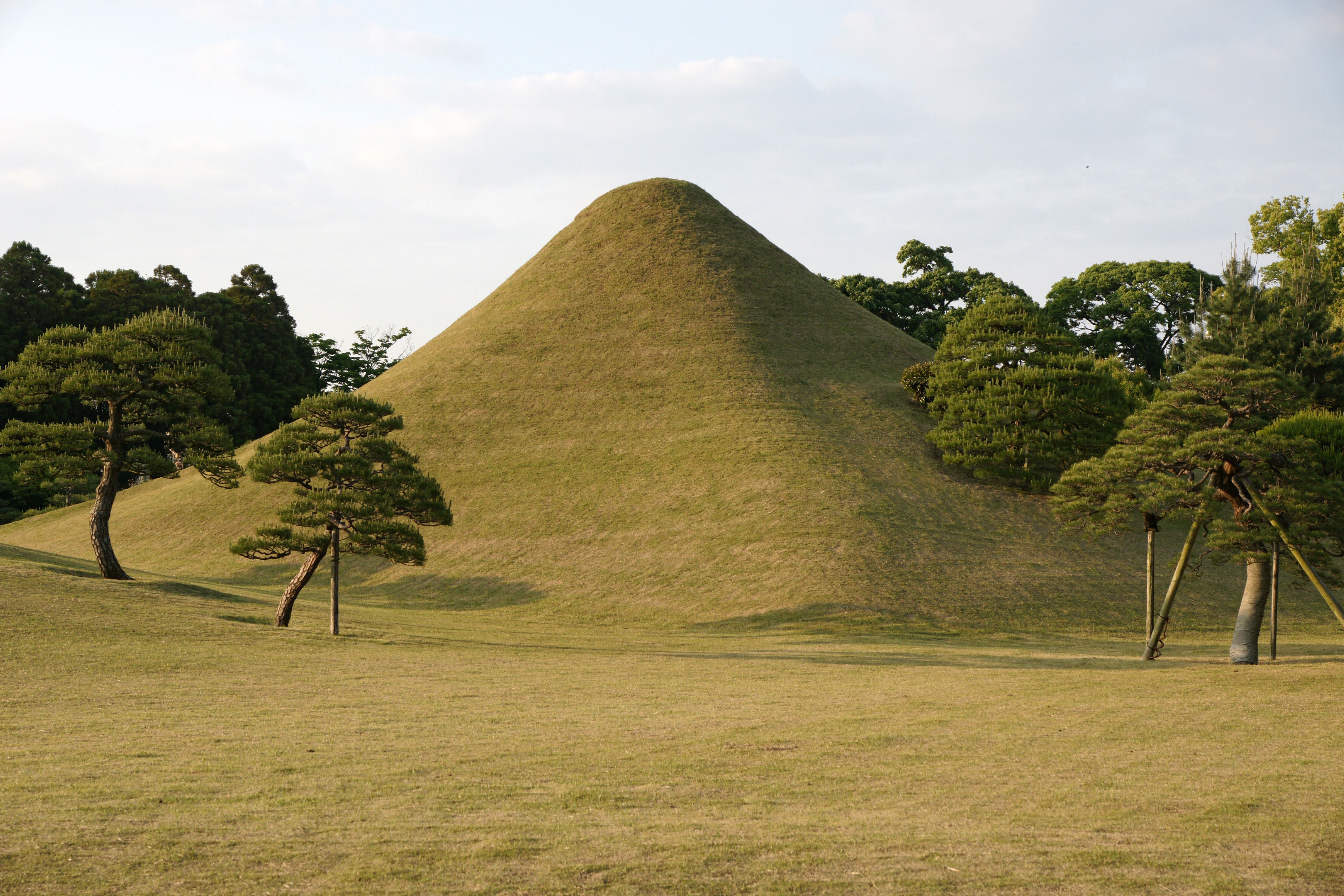
富士
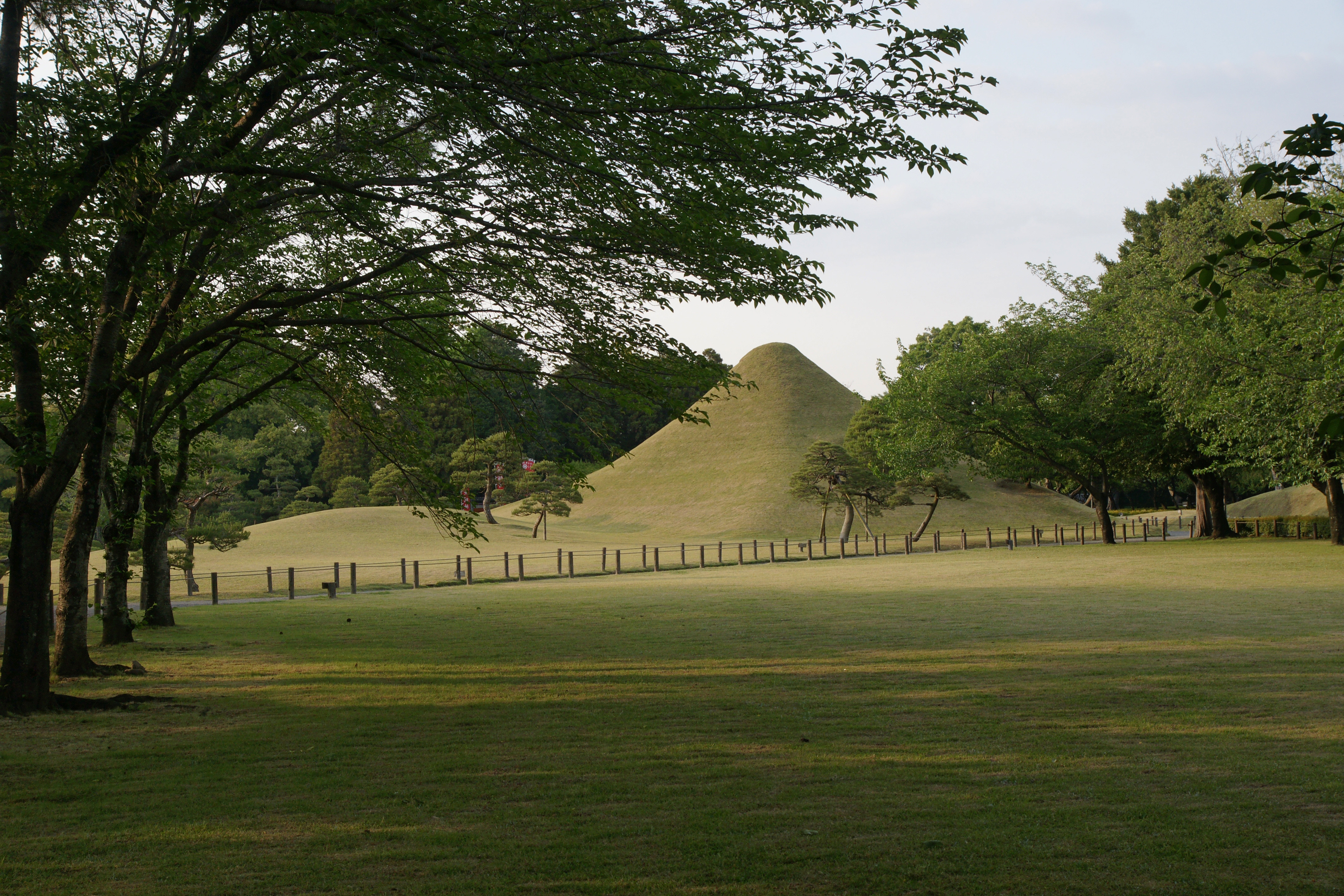
流鏑馬之馬場
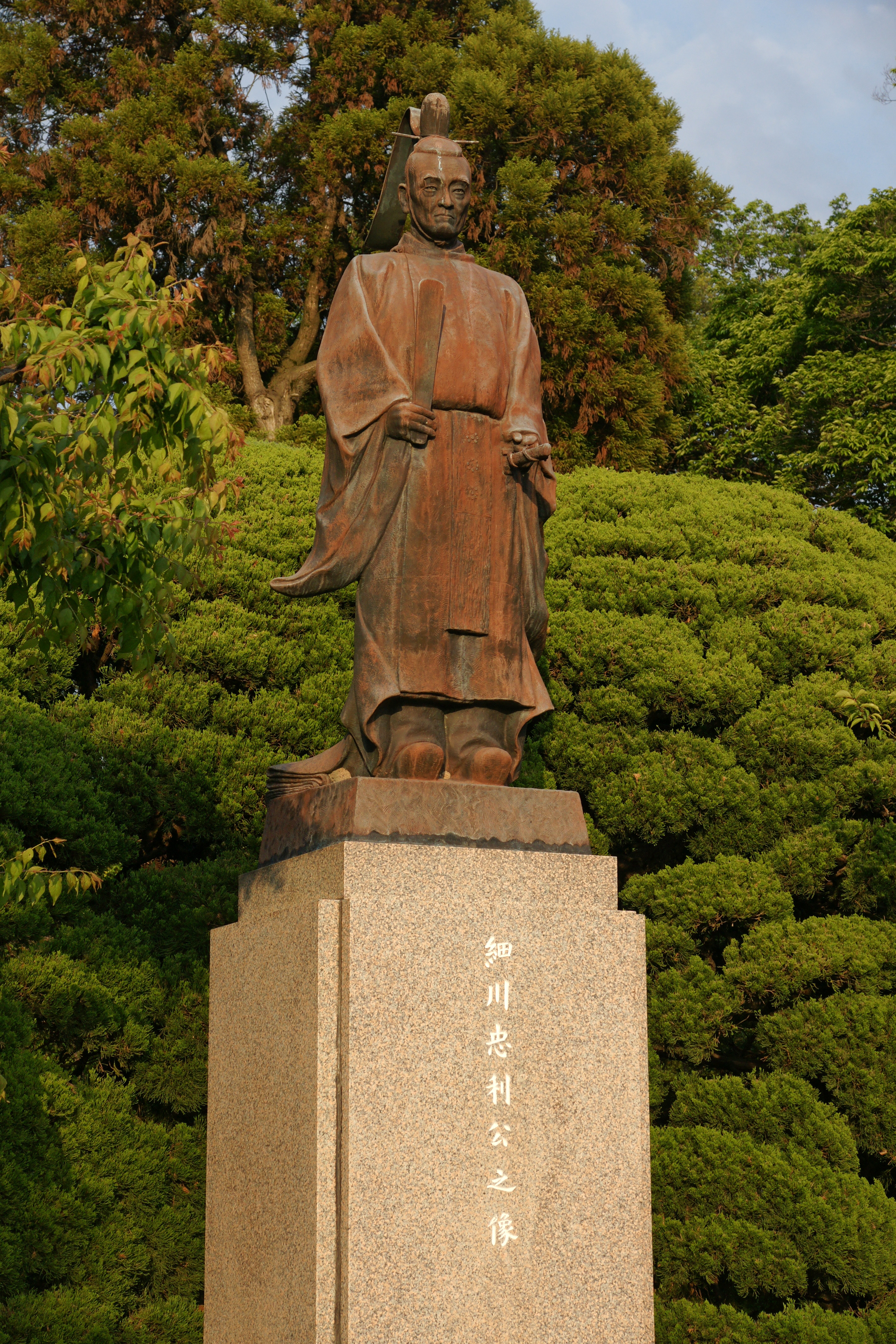
細川忠利像
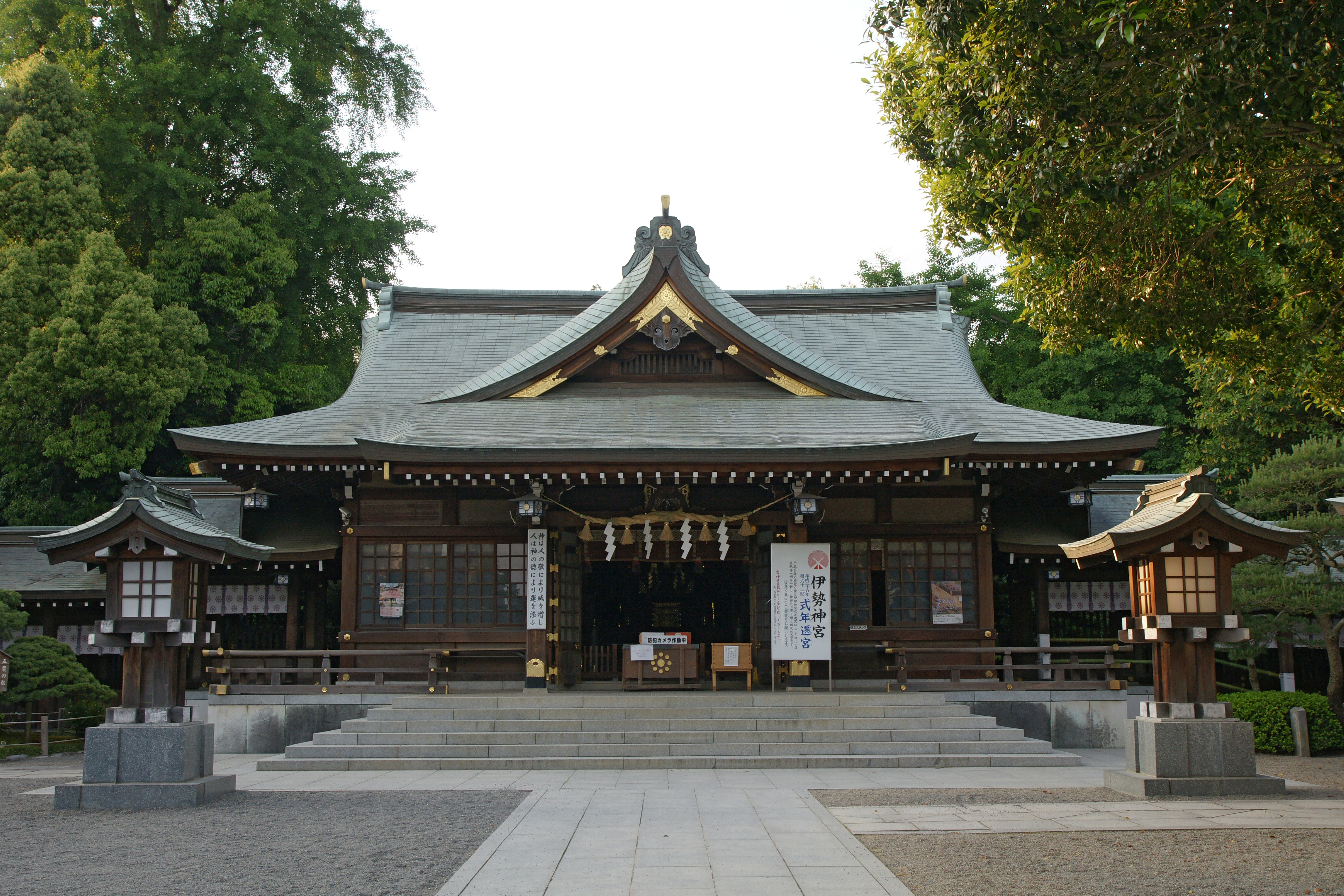
出水神社

## 關連項目
- 細川氏
- 熊本城
- 出水神社 (熊本市)
- 江津湖（日语：江津湖）
- 水前寺町（日语：水前寺）
- 水前寺清子 - 熊本市出身的艺人，艺名的由来是水前寺
- 美麗的日本散步道500選（日语：美しい日本の歩きたくなるみち500選）

## 外部連結
- 水前寺成趣園 （页面存档备份，存于）
- 國指定文化財等データベース （页面存档备份，存于）

32°47′27.93″N 130°44′4.54″E / 32.7910917°N 130.7345944°E